# 即成院
即成院（そくじょういん）は、京都市東山区泉涌寺山内町にある真言宗泉涌寺派の寺院。総本山泉涌寺の塔頭。山号は光明山。本尊は阿弥陀如来。毎年10月に行われる「二十五菩薩練供養」の行事で知られ、境内には那須与一の墓があることから「那須の与一さん」の通称でも知られる。寺内に一般社団法人自然環境文化推進機構の京都事務所を有する。

## 歴史
即成院は明治時代以降は泉涌寺山内にあるが、創建当初は伏見桃山（現・伏見区桃山）にあった。近世の地誌には正暦3年（992年）、恵心僧都源信によって建立された光明院を始まりとするとあるが、これは伝承の域を出ない。実際の創立者は藤原頼通の子で歌人、風流人として知られる伏見長者橘俊綱と考えられている。
『拾芥抄』（14世紀成立の類書）には「伏見寺 即成院 俊綱朝臣建立」とあり、橘俊綱の創建を伝える。藤原宗忠の日記『中右記』の元永2年（1119年）6月28日条には、俊綱が没して25年後のこの年、藤原宗忠が「臥見堂」（伏見堂）で俊綱が作った「迎接之体」を見て感動した旨が述べられている。「迎接之体」とは、来迎引接、すなわち阿弥陀如来が諸菩薩を引き連れて亡者を西方極楽浄土へ迎え取る様を表した仏像のことで、この「臥見堂」は現在の即成院であり、「迎接之体」とは即成院に一部が現存する「阿弥陀如来及び二十五菩薩像」（重要文化財）のことであると考えられている。
この阿弥陀如来及び二十五菩薩像のうち、菩薩像10体のみが当初のもので、残りの菩薩像15体は江戸時代の補作に代わっており、中尊阿弥陀如来像は平安時代の作ではあるが、他から移されたものと見なされている。当初から残る菩薩像10体は、平安時代後期、11世紀末から12世紀初頭頃の作風を示し、橘俊綱の没した嘉保元年（1094年）頃の制作と推定される。
『とはずがたり』には即成院に言及している箇所があり、建治3年（1277年）の時点で、即成院には後白河天皇の第6皇女宣陽門院の墓があったことがわかる。『康富記』（中原康富の日記）の嘉吉2年（1442年）9月28日条には、宣陽門院が即成院を中興したとの記載があり、宣陽門院との関連を裏付けている。
即成院は那須与一ゆかりの寺とされており、『続群書類従』所収の「即成院縁起」では、与一が光明院（即成院の別名）に参詣し、武運を祈願したことになっている。また、即成院の本堂裏には与一の墓とされる石塔がある。那須与一は半ば伝説上の人物であるが、「即成院縁起」には、宣陽門院が所領の下野国那須庄を即成院に寄進したことが記され、ここから同院と与一の結びつきが生じたと推定される。少なくとも、鎌倉時代において那須庄が宣陽門院領であったことは史実である。
伏見にあった即成院は豊臣秀吉の伏見城築城に伴い強制的に移転させられ、文禄3年（1594年）大亀谷（現・伏見区深草大亀谷）に移った。
明治初年の廃仏毀釈の影響で即成院は1872年（明治5年）にいったん廃寺となり、仏像は泉涌寺に引き取られた。1887年（明治20年）に泉涌寺大門付近に仮堂が建設されてようやく復興し、1899年（明治32年）には泉涌寺塔頭の法安寺に吸収合併され、1902年（明治35年）には、大門前から総門近くの現在地に移された。1911年（明治44年）には阿弥陀如来及び二十五菩薩像が「法安寺」の所有として旧国宝（現・重要文化財）に指定された。「法安寺」から「即成院」へと寺号が復活するのは1941年（昭和16年）のことである。

## 境内
- 本堂
- 那須与一の墓
- 庫裏
- 地蔵堂
- 山門

## 文化財

### 重要文化財
- 木造阿弥陀如来及び二十五菩薩像 26躯

阿弥陀如来を中心とする計26体の群像で、本堂内のひな段状の仏壇に4段に分けて安置されている。阿弥陀如来の左右には亡者を乗せるための蓮台を捧げ持つ観音菩薩像と合掌する勢至菩薩像が位置し、その他の23体の菩薩像の多くは楽器を演奏する姿で表される。阿弥陀如来と25体の菩薩が、亡者を西方極楽浄土へ導くさまを表現したもので、この種の像は絵画作品としては多数造られているが、等身大の立体像で表したものは珍しい。26体のうち、阿弥陀如来像と観音菩薩像を含む11体のみが平安時代の作で、残りの15体は江戸時代の補作であるが、平安彫刻の様式を忠実に模して造られている。ただし、阿弥陀如来像は平安時代後期の作ではあるが、他の菩薩像と本来の一具ではないと考えられている。これらの像は1962年(昭和37年)から翌年にかけて修理されているが、その際に実査した西川杏太郎は、阿弥陀如来像は、作風の違いに加え、本像の印相が来迎印（右手を挙げ、左手を下げる）ではなく、定印（膝上で両手を組む）であることなどから、他から移されたものと推定している。田口稚子は、同時代の基準作例との比較により、阿弥陀如来像は12世紀前半、二十五菩薩像のうち当初像10体は11世紀末から12世紀初頭頃の作としている。なお、橘俊綱の時代に二十五菩薩の信仰があったことは確認できず、菩薩像が当初何体あったのかは不明である。

## 年中行事
- 毎年1月の第2月曜日（成人の日）に行われる泉山七福神巡りでは一番として福禄寿を奉祀。また福笹の授与も行う。
- 二十五菩薩練供養（10月第3日曜）

## 前後の札所
泉山七福神巡り
1 即成院　-　2 泉涌寺塔頭戒光寺
通称寺の会（那須の与一さん）